# نوریکو سنگوکو
نوریکو سنگوکو (به ژاپنی: 千石規子 Sengoku Noriko)، با نام اصلی ریکو موری، هنرپیشه فیلم و تلویزیون در دهه ۱۹۵۰ و دهه ۱۹۶۰ بود. اولین فیلم او در سال ۱۹۴۷ ساخته شد. او در بسیاری از آثار اولیه آکیرا کوروساوا مانند فرشته مست (۱۹۴۸)، دوئل آرام (۱۹۴۹)، سگ ولگرد (۱۹۴۹)، رسوایی (۱۹۵۰)، ابله (۱۹۵۱) و هفت سامورایی (۱۹۵۴) شرکت داشت.